# Pedicellaster
Genre
Pedicellaster est un genre d'étoile de mer de la famille des Pedicellasteridae.

## Liste des genres
Selon World Register of Marine Species (20 janvier 2015) :
- Pedicellaster atratus Alcock, 1893 -- Baie du Bengale et mer d'Andaman
- Pedicellaster eximius Djakonov, 1949 -- Mer d'Okhotsk
- Pedicellaster hypernotius Sladen, 1889 -- Antarctique
- Pedicellaster indistinctus Djakonov, 1950 -- Mer d'Okhotsk
- Pedicellaster magister Fisher, 1923 -- Mer d'Okhotsk
- Pedicellaster orientalis Fisher, 1928
- Pedicellaster pourtalesi Perrier, 1881 -- Caraïbes
- Pedicellaster sarsi Studer, 1885 (nomen dubium)
- Pedicellaster typicus M. Sars, 1861 -- Arctique et Atlantique nord

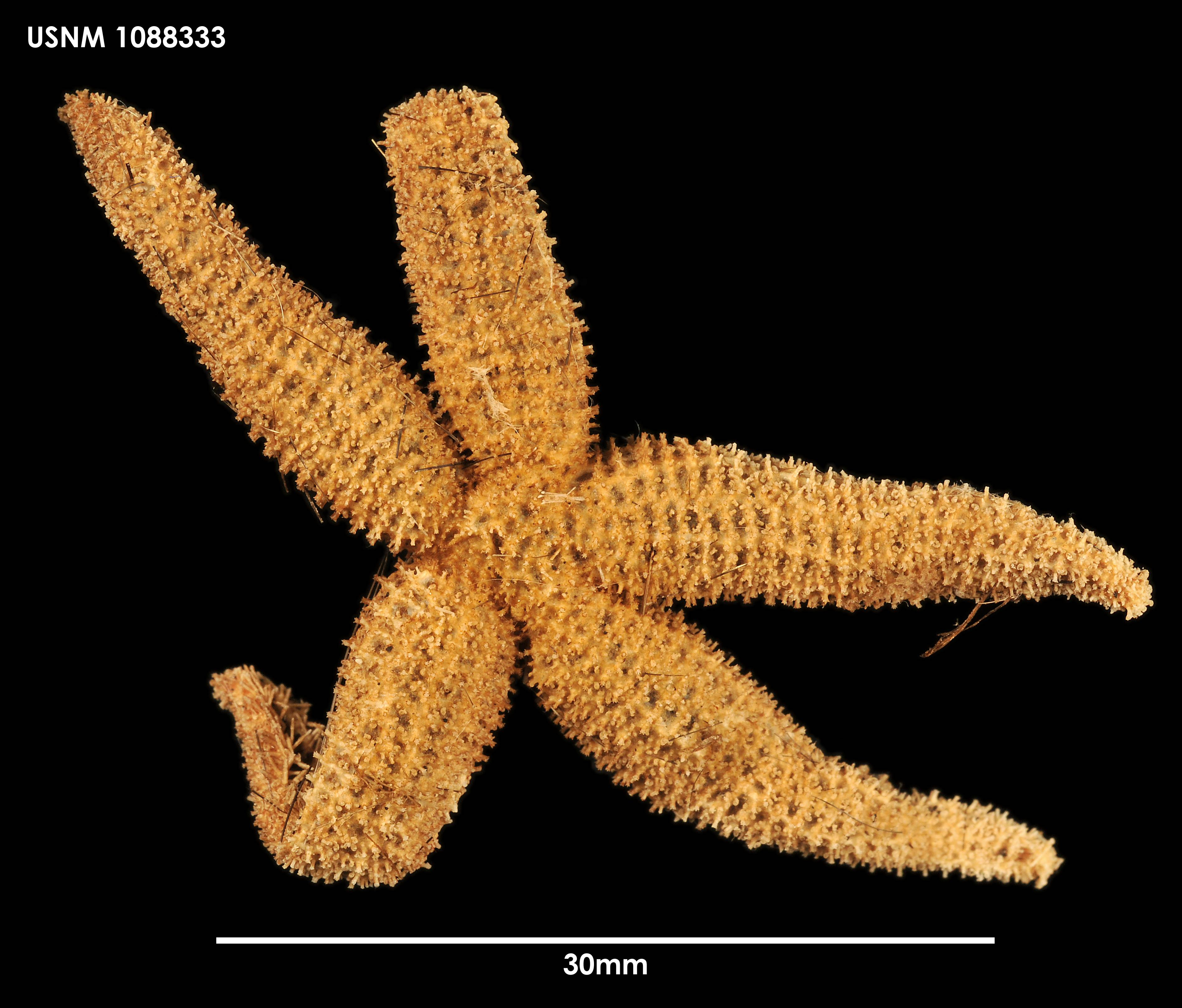
Pedicellaster hypernotius
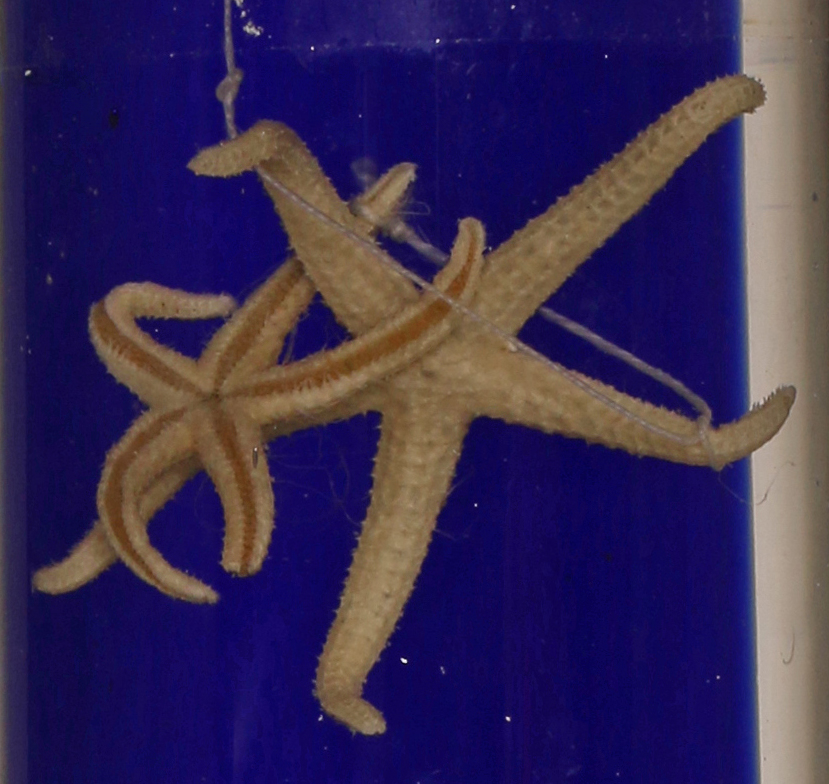
Pedicellaster pourtalesi
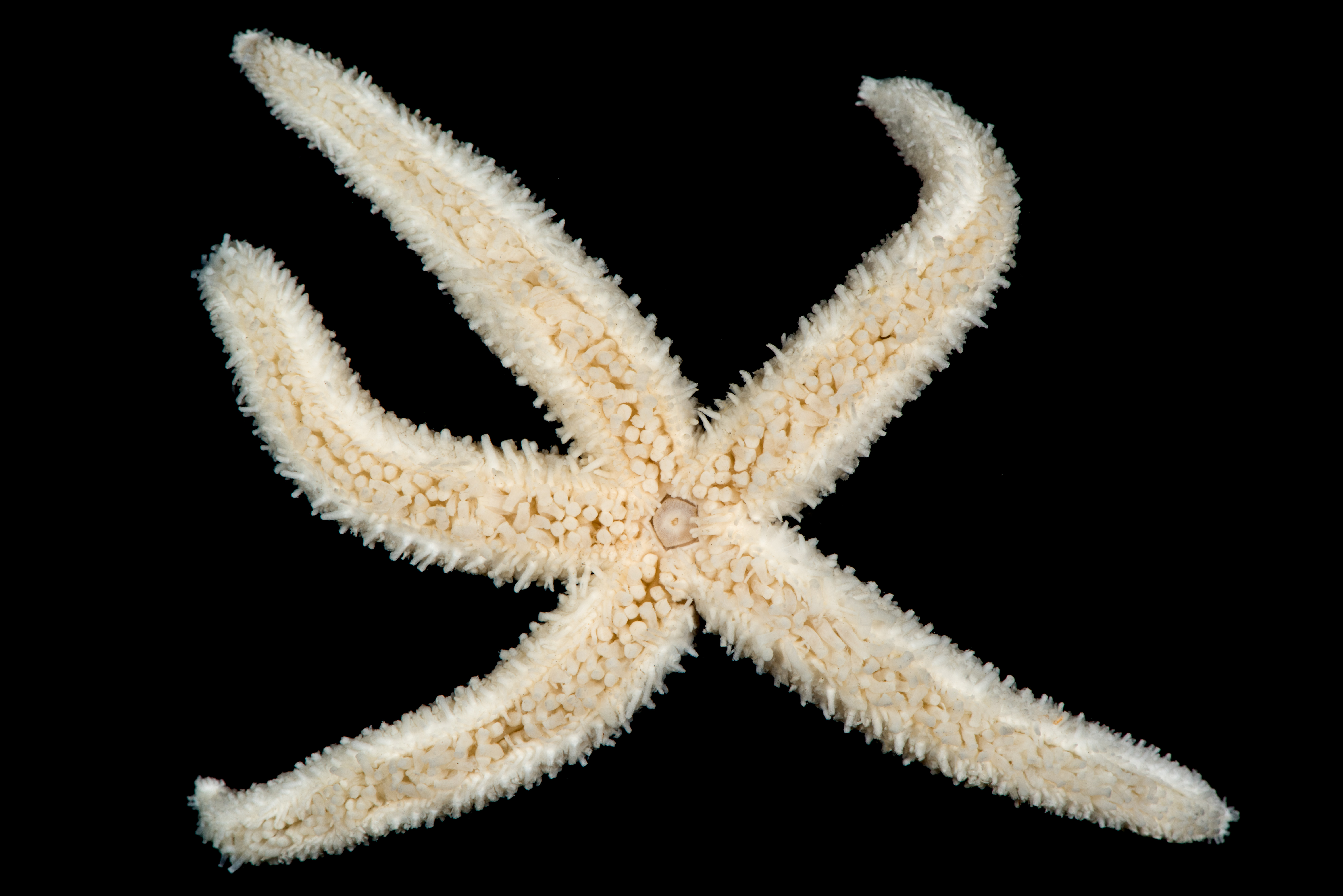
Pedicellaster typicus (face orale)